# Paolo Caiazzo
Paolo Caiazzo (San Giorgio a Cremano, 19 ottobre 1967) è un attore e cabarettista italiano.

## Biografia
Nato a San Giorgio a Cremano, la stessa cittadina alle porte di Napoli che diede i natali all'attore Massimo Troisi. Paolo Caiazzo muove i suoi primi passi nel mondo del teatro a vent'anni, quando, nel 1987, inizia a frequentare la Bottega Teatrale del Mezzogiorno al Teatro Cilea. Qui, sotto la direzione di Antonio Casagrande e Maurizio Casagrande, intraprende la carriera di "attore brillante". Grazie all'esperienza con i Casagrande, arrivano i primi riconoscimenti.
Nel frattempo comincia la sua esperienza televisiva e dopo una lunga gavetta nelle televisioni private campane, inizia a partecipare a trasmissioni televisive e radiofoniche nazionali come Quelli che il calcio (2001-02), Bulldozer, Zelig Off e Colorado Cafè Live. Firma anche una delle "copertine" della trasmissione di approfondimento politico Ballarò. Contemporaneamente, a partire dal 2005, Caiazzo torna in teatro e porta in scena numerose pièce scritte da lui.
Nel 2008 riceve dal sindaco di San Giorgio a Cremano Mimmo Giorgiano il premio Massimo Troisi alla Carriera. Nel 2012 esordisce al cinema con il film Impepata di nozze - Sposarsi al sud è tutta un'altra storia... con la regia di Angelo Antonucci.
Dal 2014 al 2016 ha interpretato il ruolo di Tonino Esposito nella commedia Benvenuti in casa Esposito, scritta con Pino Imperatore e Alessandro Siani.

## Carriera

### Televisione
- Quelli che il calcio (Rai 2, 2001-2002)
- Bulldozer (Rai 2, 2003-2004)
- Colorado Cafè (Italia 1, 2004-2006)
- Zelig Off (Canale 5, 2006)
- Notti mediterranee (Rai 2, 2006-2007)
- Colorado Revolution (Italia 1, 2007)
- Tribbù (Rai 2, 2007)
- Chiacchiere & Distintivo (Telenapoli 34, 2007)
- Domenica in (Rai 1, 2008)
- Zelig Off (Canale 5, 2009)
- Fratelli e sorelle d'Italia (LA7, 2011)
- Made in Sud (Rai 2, 2013-)
- Fatti unici (Rai 2, 2015)
- Made in Caiazzo (Rai 2, 2019)

### Teatro
- 2003: C'è confusione (Teatro Totò)
- 2005-2006): Tonino Cardamone giovane in pensione (Teatro Acacia)
- 2006-2007: Tonino Cardamone e il mistero fatto in casa (Teatro Acacia)
- 2007-2008: Tonino Cardamone e il mistero fatto in casa (Teatro Trianon)
- 2007-2008: Liberi tutti (Teatro Acacia)
- 2008-2009: Liberi tutti (Teatro Trianon)
- 2008-2009: Non mi dire te l`ho detto! (Teatro Acacia)
- 2008-2009: Non mi dire te l`ho detto! (Teatro Augusteo)
- 2009-2010: Tesoro¸ non è come credi (Teatro Augusteo)
- 2009-2010: Tesoro¸ non è come credi (Teatro Acacia)
- 2014-2016: Benvenuti in casa Esposito
- 2016-2017: Per fortuna che sono terrone
- 2018: No grazie, il caffè mi rende ancora nervoso (Teatro Augusteo)
- 2019: Non mi dire te l'ho detto (Teatro Augusteo - Cilea - Trianon - Totò)

### Cinema
- Leone e Giampiero, regia di Salvatore Scarico (2006)
- Impepata di nozze - Sposarsi al sud è tutta un'altra storia..., regia di Angelo Antonucci (2012)
- Ci devo pensare, regia di Francesco Albanese (2015)
- Finalmente sposi, regia di Lello Arena (2018)

### Radio
- Otto volante (RaiStereoDue, 2000)
- Classifica Sorrisi e Canzoni (RTL 102.5, 2001)

### Libri e DVD
- 'A capa mia non è buona. Gli sfoghi di Tonino Cardamone, giovane in pensione, collana I libri di Comix, Modena, Franco Cosimo Panini, 2004, ISBN 88-8290-672-8.
- Tonino Cardamone Giovane in pensione (DVD) (Comix, 2007)